# Kemerovo
Kemerovo (ru. Кемерово) este un oraș din sud-vestul Siberiei, Regiunea Kemerovo, Federația Rusă și are o populație de 542.928 locuitori.
1. ↑  , Wikipedia în rusă http://www.kemerovo.ru/glava/ Lipsește sau este vid: |title= (ajutor)
2. ↑  https://rosstat.gov.ru/storage/mediabank/%D0%A1hisl_MO_01-01-2025.xlsx